# Haikoucaris
Haikoucaris es un género extinto de artrópodo megaqueiro que contiene una sola especie, Haikoucaris ercaiensis, descripta a partir de fósiles de Maotianshan Shale del Cámbrico temprano. Su nombre se atribuye a la ciudad de Haikou, al suroeste de China, localidad donde fue descubierto el fósil; y caris (griego) = camarón.

## Diagnóstico
Artrópodo alargado de unos 38 mm de longitud y cuerpo divido en cabeza y tronco. La cabeza posee un par de ojos sentados en posición anterolateral y un escudo cefálico semicircular en sección transversal y perfil subtriangular que cubre cuatro segmentos que soportan extremidades. El primer segmento presenta un par de apéndices raptoriales bien desarrollados con un pedúnculo de dos segmentos y una garra de tres segmentos. Los apéndices siguientes son similares entre sí y consisten en un basípodo rígido, un endópodo de siete segmentos y un exópodo con forma de aleta. Posteriormente diferenciamos el tronco compuesto por 13 segmentos donde cada uno de los segmentos posee un par de apéndices birramos, cada uno de los cuales comprende un exópodo en forma de hoja y un endópodo de siete segmentos. Las extremidades del quinto segmento del tronco son las más grandes, con una longitud decreciente hacia la parte anterior y posterior. Y por ultimo el tronco termina en una pieza telson con forma de espátula y punta puntiaguda recordando a una espina.

## Paleoecología
Haikoucaris puede haber sido un depredador de artrópodos no trilobites o inclusive practicado el canibalismo, y se sugiere que sus grandes apéndices y exópodo se utilizaban para cazar y nadar o arrastrarse por el fondo marino. 

## Taxonomía
La filogenia más reciente ubica a Haikoucaris junto a Leanchoiliidae como grupos hermanos dentro de Cheiromorpha y junto a Yohoia un poco mas alejado pero contenido en el grupo parafilético Megacheira. 